# Division 1 (Bélgica) 1984-85
La Primera División de Bélgica 1984/85 fue la 82.ª temporada de la máxima competición futbolística en Bélgica.

## Tabla de posiciones
| Pos | Equipo                    | PJ | PG | PE | PP | GF  | GC | Pts | DG  | Notas                                                |
| --- | ------------------------- | -- | -- | -- | -- | --- | -- | --- | --- | ---------------------------------------------------- |
| 1   | R.S.C. Anderlecht         | 34 | 26 | 7  | 1  | 100 | 25 | 59  | +75 | Clasificado a la Copa de Campeones de Europa 1985-86 |
| 2   | Club Brugge K.V.          | 34 | 19 | 10 | 5  | 80  | 46 | 48  | +34 | Clasificado a la Copa de la UEFA 1985-86             |
| 3   | RFC Liégeois              | 34 | 17 | 12 | 5  | 64  | 36 | 46  | +28 | Clasificado a la Copa de la UEFA 1985-86             |
| 4   | K.S.V. Waregem            | 34 | 19 | 7  | 8  | 64  | 39 | 45  | +25 | Clasificado a la Copa de la UEFA 1985-86             |
| 5   | K.S.K. Beveren            | 34 | 17 | 7  | 10 | 67  | 32 | 41  | +35 |                                                      |
| 6   | K.A.A. Gent               | 34 | 14 | 12 | 8  | 62  | 36 | 40  | +26 |                                                      |
| 7   | Royal Antwerp FC          | 34 | 13 | 13 | 8  | 44  | 46 | 39  | -2  |                                                      |
| 8   | Standard Liège            | 34 | 10 | 13 | 11 | 42  | 43 | 33  | -1  |                                                      |
| 9   | K Waterschei SV Thor Genk | 34 | 9  | 14 | 11 | 29  | 37 | 32  | -8  |                                                      |
| 10  | KSC Lokeren               | 34 | 10 | 10 | 14 | 55  | 59 | 30  | -4  |                                                      |
| 11  | Cercle Brugge K.S.V.      | 34 | 10 | 9  | 15 | 33  | 51 | 29  | -18 | Clasificado a la Recopa de Europa 1985-86            |
| 12  | KV Mechelen               | 34 | 9  | 10 | 15 | 37  | 54 | 28  | -17 |                                                      |
| 13  | K.V. Kortrijk             | 34 | 8  | 11 | 15 | 41  | 64 | 27  | -23 |                                                      |
| 14  | RFC Sérésien              | 34 | 9  | 8  | 17 | 42  | 64 | 26  | -22 |                                                      |
| 15  | Lierse S.K.               | 34 | 7  | 11 | 16 | 26  | 58 | 25  | -32 |                                                      |
| 16  | K Beerschot VAV           | 34 | 7  | 10 | 15 | 38  | 60 | 24  | -22 |                                                      |
| 17  | K. Sint-Niklase S.K.E.    | 34 | 6  | 9  | 19 | 42  | 78 | 21  | -36 | Descenso a la Division II                            |
| 18  | Racing Jet de Bruxelles   | 34 | 5  | 9  | 20 | 38  | 76 | 19  | -38 | Descenso a la Division II                            |

PJ = Partidos jugados; PG = Partidos ganados; PE = Partidos empatados; PP = Partidos perdidos; GF = Goles a favor; GC = Goles en contra; Pts = Puntos; DG = Diferencia de goles